# سلمان الساوجي

غلاف «فراقنامه»، تحقيق شعبان طرطور، القاهرة:دار الكتب والوثائق القومية، 1431 هـ.

سلمان الساوجي (ت. 778 هـ) هو أديب وشاعر فارسي.
هو جمال الدين سلمان ابن علاء الدين محمد الساوجي، المشتهر في شعره بسلمان. أصله من ساوه ونزل بغداد وتقرب بها من بلاط الأمير الشيخ حسن الكبير والي بغداد ومؤسس الايلخانية، وحظي لديه ولدى ولده سلطان اويس.

## آثاره
له ديوان شعر، وله عدة مثنويات منها: «جمشيد وخورشيد» و«فراق نامه».